# Dunja Gelineo
Dunja Gelineo-Kajević je hrvatska glazbenica iz Bosne i Hercegovine. Diplomirana je Montessori profesorica.
Kao dijete bila je na Dobrinji tijekom srpske opsade Sarajeva ranjena zajedno s još osmero djece. Bila joj je ozlijeđena kralježnica. Nakon pružene prve pomoći, morali su je zbog složenosti ozljede prebaciti na Koševo u bolnicu. Proći od Dobrinje do Koševa značilo je veliki rizik jer to je značilo prijeći preko takozvane “magistrale smrti”. Bila je svjesna zbivanja oko sebe i što joj je. U maglovitom sjećanju ostalo joj je najsnažnije miris iz bolnice koji je bio prouzročen nedostatkom vode.
Prošla je glazbeno obrazovanje. Poznata kao prateća vokalistica i tako je napravila veći broj studijskih uradaka i na Eurosongu.
Vodila je klapu "Kokolete" iz Sarajeva na Festivalu dalmatinskih klapa u Omišu 1997. gdje su nastupile kao gošće Festivala.
Bila je članica ženskog vokalnog ansambla Corona, čija je bila voditeljica poslije, do 1997. godine.
2008. je nastupala u sastavu "One tri iz..." s kojima je izvodila obrade jazz standarda i evergreena te obrade pjesama izvođača iz BiH i susjedstva. Ostale članice su Aida Musanović, Elma Selimović, a nastupaju uz glasovirsku pratnju Adnana Mušanovića. Prvi put su se srele na projektu BHT-a "Piramida" od kada rade skupa.
Kad je 2010. nastupila na Eurosongu kao prateća vokalistica bh. izvođača, za najbolje odjevene na Eurosongu proglašeni su predstavnici oni, Vukašin Brajić i petero pratećih vokala, Elma Selimović, Dunja Gelineo-Kajević, Danijela Večerinović, Edvin Hadžić i Marko Vulinović, čiji je stajling potpisao hrvatski stilist Borut Mihalić.

## Vanjske poveznice
- (eng.) Discogs
- Asocijacija skladatelja - glazbenih stvaralaca  Arhivirana inačica izvorne stranice od 18. lipnja 2017. (Wayback Machine) Baza djela sa pretragom - autor Enes Zlatar, naziv izvođača El Zenid, Dunja Gelineo
- (boš.) Backstage.ba  Arhivirana inačica izvorne stranice od 20. ožujka 2014. (Wayback Machine) Iza Scene sa Bombaj Štampom , 28. veljače,  fotografije nastale iza scene, pred sami izlazak grupe pred publiku: Branko Đurić, Nedim Babović, Ernie Mendillo, Saša Loshic Loša, Edin Hadžagić Hadžaga, Dunja Gelineo-Kajević, Dženeta Bukvić-Olovči